# Gioacchino Di Marzo
Gioacchino Di Marzo (geboren am 2. Dezember 1839 in Palermo; gestorben am 4. April 1916 ebenda) war ein italienischer Geistlicher, Bibliothekar und Kunsthistoriker.

## Leben
Di Marzo war der Sohn von Salvatore Di Marzo und dessen Frau Enrica (geborene Cardinale). Sein Vater, ein Typograf, hatte sich 1848 aktiv an den Aufständen beteiligt und musste mehrere Jahre im Gefängnis verbringen. Der Vater besaß eine umfangreiche Bibliothek, die der Sohn nutzte, um Nachforschungen anzustellen. Di Marzo wurde von Mönchen des Klosters S. Antonino unterrichtet und 1851 als „angesehener Kleriker“ in die Cappella Palatina aufgenommen. Seine Lehrer am „Collegio Massimo“ der Jesuiten waren der Historiker Alessio Narbone (1789–1860) und der Philosoph und Archäologe Giuseppe Romano (1810–1878). Im Jahr 1863 wurde er zum Priester geweiht und nach Abschluss des Studiums Kanoniker des Kapitels der Kathedrale und Cappellano Maggiore (Hauptkaplan) der Cappella Palatina. Er übertrug lateinische Schriften, so übersetzte er beispielsweise das monumentale geografische Lexicon Topographicum des Historikers Vito Maria Amico (1697–1762). Dieses überarbeitete und ergänzte er auch und ordnete es in alphabetischer Reihenfolge.
Ab 1857 verbrachte Di Marzo einen Großteil seines Lebens in der Biblioteca Comunale von Palermo. Zunächst arbeitete er in der Verwaltung. Im Oktober 1873 wurde er Direktor und Hauptbibliothekar dieser Institution. Er war 1873 Mitbegründer der Società siciliana per la Storia patria (Sizilianische Gesellschaft für vaterländische Geschichte). Er verfasste zahlreiche Schriften und Biografien. Zu seinen wichtigsten Werken zählt die Biblioteca storico-letteraria di Sicilia, die von 1869 bis 1886 in 28 Bänden erschien.
Ab 1869 war er Mitglied der Accademia Nazionale di Scienze, Lettere e Arti di Palermo. In Palermo wurde eine Querstraße beim Viale della Libertà nach ihm „Via Gioacchino Di Marzo“ benannt.

## Werke (Auswahl)
- Delle belle arti in Sicilia. Band 1: Dai Normanni sino alla fine del secolo 14. Francesco Lao, Palermo 1858 (italienisch, archive.org).
- Delle belle arti in Sicilia. Band 2: Dai Normanni sino alla fine del secolo 14. Francesco Lao, Palermo 1859 (italienisch, archive.org).
- Delle belle arti in Sicilia. Band 3: Dal sorgere del secolo 15 alla fine del 16. Francesco Lao, Palermo 1862 (italienisch, archive.org).
- Di un codice in volgare della storia di Troia di anonimo siciliano del secolo XIV, esistente nella Comunale di Palermo: saggio d’illustrazione. Francesco Lao, Palermo 1863, OCLC 315522617 (italienisch, babel.hathitrust.org oder archive.org).
- Delle belle arti in Sicilia. Band 4: Dal sorgere del secolo 15 alla fine del 16. Clamis E. Roberti, Palermo 1864 (italienisch, archive.org).
- Diari della Città di Palermo … Band 1–19 (1869–1886). Luigi Pedone-Laurie, Palermo 1874 (italienisch, archive.org – als Beispiel Band 13: … dal secolo 16. al secolo 19).
- I Gagini e la scultura in Sicilia nei secoli 15 e 16; memorie storiche e documenti. Band 1. Tip. del Giornale di Sicilia, Palermo 1880 (italienisch, archive.org).
- I Gagini e la scultura in Sicilia nei secoli 15 e 16; memorie storiche e documenti. Band 2. Tip. del Giornale di Sicilia, Palermo 1883 (italienisch, archive.org).
- La pittura in Palermo nel rinascimento, storia e documenti. A. Reber, Palermo 1899 (italienisch, archive.org).